# Hugo Desgrippes
Hugo Desgrippes (Annecy, 16 gennaio 2000) è uno sciatore alpino francese.

## Biografia
Specialista delle prove tecniche originario di Dingy-Saint-Clair e attivo dal novembre del 2016, Desgrippes ha esordito in Coppa Europa il 29 gennaio 2019 a Chamonix in discesa libera (62º) e in Coppa del Mondo il 4 febbraio 2023 a Chamonix in slalom speciale, senza completare la prova; il 14 marzo successivo ha conquistato a Narvik nella medesima specialità il primo podio in Coppa Europa (3º). Non ha preso parte a rassegne olimpiche o iridate.

## Palmarès

### Coppa del Mondo
- Miglior piazzamento in classifica generale: 130º nel 2025

### Coppa Europa
- Miglior piazzamento in classifica generale: 60º nel 2023
- 1 podio:
  - 1 terzo posto

### South American Cup
- Miglior piazzamento in classifica generale: 70º nel 2025
- 1 podio:
  - 1 terzo posto

### Campionati francesi
- 2 medaglie:
  - 1 oro (combinata nel 2023)
  - 1 bronzo (slalom speciale nel 2022)